# Бондарев Олексій Андрійович
Олексій Андрійович Бондарев (рос. Алексей Андреевич Бондарев; 9 січня 1983, м. Усть-Каменогорськ, СРСР) — російський хокеїст, захисник. Виступає за ЦСКА (Москва) у Континентальній хокейній лізі.
Вихованець хокейної школи «Торпедо» (Усть-Каменогорськ). Виступав за «Авангард-2» (Омськ), «Мостовик» (Курган), «Мечел» (Челябінськ), «Авангард» (Омськ), «Спартак» (Москва), «Локомотив» (Ярославль), «Металург» (Магнітогорськ), «Трактор» (Челябінськ). 
Досягнення
- Володар Кубка європейських чемпіонів (2005).